# 무사 은디아예
무사 은디아예(프랑스어: Moussa N'Diaye, 2002년 6월 18일 ~ )는 세네갈의 축구 선수이다. 포지션은 수비수이며, 현재 벨기에 퍼스트 디비전 A의 클럽인 RSC 안데를레흐트에서 활약하고 있다.